# Björkskärsfjärden
Björkskärsfjärden är en fjärd i Stockholms skärgård. Den utbreder sig mellan Lökaön och Östra Möjaskärgården i väster och Stora Nassa, Lilla Nassa och Björkskär i öster. I söder ansluter den till Horsstensfjärden.